# Cyclocross-Weltmeisterschaften/Männer U23
Das Einzelrennen der Männer U23 ist ein Wettbewerb bei den Cyclocross-Weltmeisterschaften. Diese Altersklasse wurde ab 1996 disziplin-übergreifend vom Weltverband eingeführt, als die Trennung zwischen Profis und Amateuren wegfiel. Da die Amateur-Meisterschaften jungen Fahrern oft ein Sprungbrett in eine professionelle Karriere geboten hatten, wurde die U23 als neue, nur über das Alter bestimmte Kategorie geschaffen. Die Anfang Februar ausgetragenen Weltmeisterschaften 1996 waren damit die ersten U23-Titelkämpfe im Radsport überhaupt. Seit seiner ersten Austragung fand dieser Wettbewerb jedes Jahr statt.

## Palmarès
| Jahr | Austragungsort      | Gold                   | Silber                 | Bronze                  |
| ---- | ------------------- | ---------------------- | ---------------------- | ----------------------- |
| 1996 | Montreuil           | Miguel Martinez        | Patrick Blum           | Zdeněk Mlynář           |
| 1997 | München             | Sven Nys               | Bart Wellens           | Christophe Morel        |
| 1998 | Middelfart          | Sven Nys               | Bart Wellens           | Petr Dlask              |
| 1999 | Poprad              | Bart Wellens           | Tom Vannoppen          | Tim Johnson             |
| 2000 | Sint-Michielsgestel | Bart Wellens           | Tom Vannoppen          | Davy Commeyne           |
| 2001 | Tábor               | Sven Vanthourenhout    | Tomáš Trunschka        | David Kášek             |
| 2002 | Zolder              | Thijs Verhagen         | Davy Commeyne          | Tomáš Trunschka         |
| 2003 | Monopoli            | Enrico Franzoi         | Wesley Van Der Linden  | Thijs Verhagen          |
| 2004 | Pontchâteau         | Kevin Pauwels          | Mariusz Gil            | Martin Zlámalík         |
| 2005 | St. Wendel          | Zdeněk Štybar          | Radomír Šimůnek        | Simon Zahner            |
| 2006 | Zeddam              | Zdeněk Štybar          | Lars Boom              | Niels Albert            |
| 2007 | Hooglede            | Lars Boom              | Niels Albert           | Romain Villa            |
| 2008 | Treviso             | Niels Albert           | Aurélien Duval         | Cristian Cominelli      |
| 2009 | Hoogerheide         | Philipp Walsleben      | Christoph Pfingsten    | Paweł Szczepaniak       |
| 2010 | Tábor               | Arnaud Jouffroy        | Tom Meeusen            | Marek Konwa             |
| 2011 | St. Wendel          | Lars van der Haar      | Mike Teunissen         | Karel Hník              |
| 2012 | Koksijde            | Lars van der Haar      | Wietse Bosmans         | Michiel van der Heijden |
| 2013 | Louisville          | Mike Teunissen         | Wietse Bosmans         | Wout van Aert           |
| 2014 | Hoogerheide         | Wout van Aert          | Michael Vanthourenhout | Mathieu van der Poel    |
| 2015 | Tábor               | Michael Vanthourenhout | Laurens Sweeck         | Stan Godrie             |
| 2016 | Zolder              | Eli Iserbyt            | Adam Ťoupalík          | Quinten Hermans         |
| 2017 | Bieles              | Joris Nieuwenhuis      | Felipe Orts            | Sieben Wouters          |
| 2018 | Valkenburg          | Eli Iserbyt            | Joris Nieuwenhuis      | Yan Gras                |
| 2019 | Bogense             | Thomas Pidcock         | Eli Iserbyt            | Antoine Benoist         |
| 2020 | Dübendorf           | Ryan Kamp              | Kevin Kuhn             | Mees Hendrikx           |
| 2021 | Ostende             | Pim Ronhaar            | Ryan Kamp              | Timo Kielich            |
| 2022 | Fayetteville        | Joran Wyseure          | Emiel Verstrynge       | Thibau Nys              |
| 2023 | Hoogerheide         | Thibau Nys             | Tibor Del Grosso       | Witse Meeussen          |
| 2024 | Tábor               | Tibor Del Grosso       | Emiel Verstrynge       | Jente Michels           |
| 2025 | Liévin              | Tibor Del Grosso       | Kay De Bruyckere       | Jente Michels           |

## Medaillenspiegel
| Platz  | Land               | Gold | Silber | Bronze | Gesamt |
| ------ | ------------------ | ---- | ------ | ------ | ------ |
| 1      | Belgien            | 13   | 16     | 9      | 38     |
| 2      | Niederlande        | 10   | 5      | 6      | 21     |
| 3      | Tschechien         | 2    | 3      | 6      | 11     |
| 4      | Frankreich         | 2    | 1      | 4      | 7      |
| 5      | Deutschland        | 1    | 1      | 0      | 2      |
| 6      | Italien            | 1    | 0      | 1      | 2      |
| 7      | Großbritannien     | 1    | 0      | 0      | 1      |
| 8      | Schweiz            | 0    | 2      | 1      | 3      |
| 9      | Polen              | 0    | 1      | 2      | 3      |
| 10     | Spanien            | 0    | 1      | 0      | 1      |
| 11     | Vereinigte Staaten | 0    | 0      | 1      | 1      |
| Gesamt | Gesamt             | 30   | 30     | 30     | 90     |